# Reissner-Nordström-Metrik
Die Reissner-Nordström-Metrik ist eine exakte Lösung der Einstein-Gleichungen, die eindeutig durch folgende Eigenschaften bestimmt ist:
- asymptotisch flach
- statisch
- sphärisch-symmetrisch

Sie beschreibt die Raumzeit und damit auch das Gravitationsfeld von elektrisch geladenen, nicht-rotierenden Schwarzen Löchern und ist nach ihren Entdeckern Hans Reissner und Gunnar Nordström benannt. Da die Ladung Schwarzer Löcher in der Praxis sehr schnell durch elektrische Ströme, nämlich die Akkretionsflüsse, neutralisiert wird, spielen elektrisch geladene Schwarze Löcher in der Astrophysik eine untergeordnete Rolle.
In den sogenannten natürlichen Einheiten wird {\displaystyle G=c=k_{C}=1} gesetzt und im Artikel so benutzt. {\displaystyle G} ist Newtons Gravitationskonstante und {\displaystyle k_{C}} die Coulomb-Konstante. Im Artikel wird auch durchgängig die einsteinsche Summenkonvention verwendet.

## Linienelement
Das Linienelement der Reissner-Nordström-Metrik hat mit dem in der Literatur oftmals verwendeten Raumwinkelelement {\displaystyle \mathrm {d} \Omega ^{2}=\mathrm {d} \theta ^{2}+\sin ^{2}\theta \ \mathrm {d} \phi ^{2}} die Form:
{\displaystyle \mathrm {d} s^{2}=-\left(1-{\frac {2M}{r}}+{\frac {Q^{2}}{r^{2}}}\right)\mathrm {d} t^{2}+\left(1-{\frac {2M}{r}}+{\frac {Q^{2}}{r^{2}}}\right)^{-1}\mathrm {d} r^{2}+r^{2}\mathrm {d} \Omega ^{2}}
wobei {\displaystyle M} das gesamte Massenäquivalent und {\displaystyle Q} die elektrische Ladung des Objektes sind. Der Einfachheit halber wird eine elektrische Punktladung im Koordinatenursprung angenommen. Magnetische Felder und Kreisströme werden vernachlässigt. Das elektromagnetische Viererpotential ist somit ein Coulomb-Potential:
{\displaystyle A_{\alpha }=\left({\frac {Q}{r}},0,0,0\right)}
mit {\displaystyle F_{\mu \nu }={\frac {\partial A_{\nu }}{\partial x^{\mu }}}-{\frac {\partial A_{\mu }}{\partial x^{\nu }}}} lässt sich der zugehörige Maxwell-Tensor {\displaystyle F_{\mu \nu }} berechnen.
Das gesamte Massenäquivalent {\displaystyle M} des zentralen Körpers und seine irreduzible Masse {\displaystyle M_{\rm {ir}}} stehen im Verhältnis
{\displaystyle M={\frac {Q^{2}}{4M_{\rm {ir}}}}+M_{\rm {ir}}\Rightarrow M\geq Q,\ M\geq M_{\rm {ir}}}.
Die unabhängigen physikalischen Parameter sind also die Parameter {\displaystyle Q} und die irreduzible Masse {\displaystyle M_{\rm {ir}}}. Das Massenäquivalent {\displaystyle M} ist eine abgeleitete Größe aus diesen beiden Parametern. Die Differenz zwischen {\displaystyle M} und {\displaystyle M_{\rm {irr}}} ist dadurch bedingt, dass durch die Äquivalenz von Masse und Energie auch die Feldenergie in {\displaystyle M} einfließt. Damit kann dann auch die Formel für {\displaystyle M_{\rm {ir}}} berechnet werden:
{\displaystyle M_{\rm {ir}}={\frac {1}{2}}\left(M+{\sqrt {M^{2}-Q^{2}}}\right)}.
Die elektrische Feldenergie des elektrischen Feldes übt radial eine gravitative Abstoßung auf Testpartikel aus. Da {\displaystyle +2M/r} und {\displaystyle -Q^{2}/r^{2}} mit gegensätzlichen Vorzeichen in das Linienelement einfließen, kann ab einer gewissen Entfernung die Anziehung und ab einer bestimmten Nähe die Abstoßung überwiegen, was als die "Reissner Nordström Repulsion" bezeichnet wird.
Für {\displaystyle Q=0} geht die Reissner-Nordström-Metrik in die Schwarzschild-Metrik über.

## Horizonte und Singularität
Wie bei der Schwarzschild-Metrik liegt der Ereignishorizont bei demjenigen Radius, wo die Metrik singulär wird. Das bedeutet
{\displaystyle 1-{\frac {2M}{r}}+{\frac {Q^{2}}{r^{2}}}=0}
Aufgrund der quadratischen Abhängigkeit vom Radius {\displaystyle r} hat diese Gleichung im Allgemeinen zwei Lösungen. Es gibt dann einen äußeren Ereignishorizont bei {\displaystyle r_{+}} und einen inneren Horizont bei {\displaystyle r_{-}}. Der innere Horizont wird auch Cauchy-Horizont genannt.
{\displaystyle r_{\pm }=M\pm {\sqrt {M^{2}-Q^{2}}}}
Oben wurde bereits gezeigt, dass aus physikalischen Gründen immer {\displaystyle M\geq Q} gilt. Der Spezialfall {\displaystyle M=Q} tritt genau dann ein, wenn {\displaystyle Q=2M_{\rm {ir}}}. Die beiden Horizonte fallen dann zusammen und es gilt {\displaystyle r=2M_{\rm {ir}}}.
Die Reissner-Nordström-Metrik hat ebenso wie die Schwarzschild-Metrik genau eine Singularität bei {\displaystyle r=0}.

## Christoffelsymbole
Die nichtverschwindenden Christoffelsymbole, die sich mit den Indizies
{\displaystyle \{0,\ 1,\ 2,\ 3\}\to \{t,\ r,\ \theta ,\ \phi \}}
über
{\displaystyle {\Gamma _{jk}^{i}={\frac {{g}^{is}}{2}}\left({\frac {\partial {g}_{sj}}{\partial {x^{k}}}}+{\frac {\partial {g}_{sk}}{\partial {x^{j}}}}-{\frac {\partial {g}_{jk}}{\partial {x^{s}}}}\right)}}
aus dem metrischen Tensor ergeben, sind
{\displaystyle \Gamma _{10}^{0}={\frac {Mr+Q^{2}}{r\left(r(r-2M)-Q^{2}\right)}}}
{\displaystyle \Gamma _{00}^{1}=\left(Mr+Q^{2}\right)\left(r(2M-r)+Q^{2}\right)r^{-5}}
{\displaystyle \Gamma _{11}^{1}={\frac {Mr+Q^{2}}{2Mr^{2}+Q^{2}r-r^{3}}}}
{\displaystyle \Gamma _{22}^{1}=2M-{\frac {Q^{2}}{r}}+r}
{\displaystyle \Gamma _{33}^{1}=\sin ^{2}\theta \left(r(r-2M)-Q^{2}\right)r^{-1}}
{\displaystyle \Gamma _{21}^{2}=r^{-1}}
{\displaystyle \Gamma _{33}^{2}=-\sin \theta \cos \theta }
{\displaystyle \Gamma _{31}^{3}=r^{-1}}
{\displaystyle \Gamma _{32}^{3}=\cot \theta }

## Gravitative Zeitdilatation
Die gravitative Komponente der Zeitdilatation ergibt sich über
{\displaystyle \varsigma ={\sqrt {|g^{tt}|}}={\sqrt {\frac {r^{2}}{Q^{2}+(r-2M)r}}}}
wobei hier nicht nur die Masse des zentralen Körpers, sondern auch dessen Ladung mit einfließt. Die radiale Fluchtgeschwindigkeit eines elektrisch neutralen Teilchens steht dazu im Verhältnis
{\displaystyle v_{\rm {esc}}={\frac {\sqrt {\varsigma ^{2}-1}}{\varsigma }}}.

## Bewegungsgleichungen
Die allgemeinen Bewegungsgleichungen lauten
{\displaystyle {{{\ddot {x}}^{i}+\Gamma _{jk}^{i}\ {{\dot {x}}^{j}}\ {{\dot {x}}^{k}}+q\ {F^{ik}}\ {{\dot {x}}^{j}}}\ {g_{jk}}}=0}.
Die auf die {\displaystyle \Omega ,r}-Ebene ausgerichteten Bewegungsgleichungen eines mit der spezifischen Ladung {\displaystyle q} geladenen Testpartikels lauten dann:
{\displaystyle {\ddot {t}}={\frac {{\dot {r}}\ (q\ r\ Q+2(Q^{2}-r){\dot {t}})}{r((r-2)r+Q^{2})}}}
{\displaystyle {\ddot {r}}={\frac {((r-2)\ r+Q^{2})(q\ r\ Q\ {\dot {t}}+r^{4}{\dot {\Omega }}^{2}+(Q^{2}-r)\ {\dot {t}}^{2})}{r^{5}}}+{\frac {(r-Q^{2}){\dot {r}}^{2}}{r\ ((r-2)\ r+Q^{2})}}}
{\displaystyle {\ddot {\Omega }}=-{\frac {2\ {\dot {\Omega }}\ {\dot {r}}}{r}}}
und die gesamte Zeitdilatation
{\displaystyle {\dot {t}}={\frac {q\ Q\ r^{3}+E\ r^{4}}{r^{2}\ (r^{2}-2r+Q^{2})}}}
Die ersten Ableitungen der Koordinaten {\displaystyle {\dot {x}}^{i}} stehen mit den kontravarianten Komponenten der lokalen 3er-Geschwindigkeit {\displaystyle v^{i}} im Verhältnis
{\displaystyle {{\dot {x}}^{i}}={\frac {v^{i}}{\sqrt {(1-v^{2})\ |g_{ii}|}}}}.
daraus folgt
{\displaystyle {\dot {r}}={\frac {v_{\parallel }{\sqrt {r\ (r-2M)-Q^{2}}}}{r{\sqrt {(1-v^{2})}}}}}
{\displaystyle {\dot {\Omega }}={\frac {v_{\perp }}{r{\sqrt {(1-v^{2})}}}}}
Die erhaltene spezifische Gesamtenergie des Testteilchens ist dabei
{\displaystyle E={\frac {\sqrt {Q^{2}+(r-2)r}}{r{\sqrt {1-v^{2}}}}}}
Der spezifische Drehimpuls
{\displaystyle L={\frac {v_{\perp }\ r}{\sqrt {1-v^{2}}}}}
ist ebenfalls eine Erhaltungsgröße der Bewegung. {\displaystyle v_{\parallel }} und {\displaystyle v_{\perp }} bezeichnen die radialen und transversalen Komponenten des lokalen Geschwindigkeitsvektors. Die lokale Gesamtgeschwindigkeit ist somit
{\displaystyle v={\sqrt {v_{\perp }^{2}+v_{\parallel }^{2}}}={\sqrt {\frac {E^{2}r^{2}-Q^{2}-r^{2}+2r}{E^{2}r^{2}}}}}.

## Quantenkorrekturen der Metrik
Quanteneffekte verändern den klassischen Ausdruck der Metrik, indem sie neue Terme hinzufügen. Ein Beispiel dafür ist die Theorie der Gravitation als eine effektive Feldtheorie, die von Barvinsky und Vilkovisky in den 1980er Jahren eingeführt wurde.
In der zweiten Ordnung in der Krümmung wird die klassische Einstein-Hilbert-Wirkung mit neuen, lokalen und nicht lokalen, Termen modifiziert:
{\displaystyle \Gamma =\int \mathrm {d} ^{4}x\,{\sqrt {-g}}\,{\bigg (}{\frac {R}{16\pi G_{N}}}+c_{1}(\mu )R^{2}+c_{2}(\mu )R_{\mu \nu }R^{\mu \nu }+c_{3}(\mu )R_{\mu \nu \rho \sigma }R^{\mu \nu \rho \sigma }{\bigg )}-\int d^{4}x{\sqrt {-g}}{\bigg [}\alpha R\ln \left({\frac {\Box }{\mu ^{2}}}\right)R+\beta R_{\mu \nu }\ln \left({\frac {\Box }{\mu ^{2}}}\right)R^{\mu \nu }+\gamma R_{\mu \nu \rho \sigma }\ln \left({\frac {\Box }{\mu ^{2}}}\right)R^{\mu \nu \rho \sigma }{\bigg ]},}
wobei {\displaystyle \mu } eine Energieskala und {\displaystyle \gamma _{\mathrm {E} }} die Euler-Mascheroni-Konstante ist. Die genauen Werte der Koeffizienten {\displaystyle c_{1},c_{2},c_{3}} sind nicht bekannt, da sie von der vollständigen Theorie der Quantengravitation abhängen. Im Gegensatz dazu können die Koeffizienten {\displaystyle \alpha ,\beta ,\gamma } bestimmt werden.
Der Operator {\displaystyle \ln \left(\Box /\mu ^{2}\right)} hat die integrale Darstellung:
{\displaystyle \ln \left({\frac {\Box }{\mu ^{2}}}\right)=\int _{0}^{+\infty }ds\,\left({\frac {1}{\mu ^{2}+s}}-{\frac {1}{\Box +s}}\right).}
Die neuen Terme in der Wirkung führen dazu, dass sich die klassischen Lösungen der Einsteinschen Feldgleichungen verändern. Die Quantenkorrekturen der Metrik in der Ordnung {\displaystyle {\mathcal {O}}(G^{2})} wurden von Campos Delgado bestimmt:
{\displaystyle \mathrm {d} s^{2}=-f(r)\mathrm {d} t^{2}+{\frac {1}{g(r)}}\mathrm {d} r^{2}+r^{2}\mathrm {d} \theta ^{2}+r^{2}\sin ^{2}\theta \mathrm {d} \phi ^{2},}
wobei
{\displaystyle f(r)=1-{\frac {2GM}{r}}+{\frac {GQ^{2}}{r^{2}}}-{\frac {32\pi G^{2}Q^{2}}{r^{4}}}{\bigg [}c_{2}+4c_{3}+2\left(\beta +4\gamma \right)\left(\ln \left(\mu r\right)+\gamma _{E}-{\frac {3}{2}}\right){\bigg ]},}
{\displaystyle g(r)=1-{\frac {2GM}{r}}+{\frac {GQ^{2}}{r^{2}}}-{\frac {64\pi G^{2}Q^{2}}{r^{4}}}{\Big [}c_{2}+4c_{3}+2\left(\beta +4\gamma \right)\left(\ln \left(\mu r\right)+\gamma _{E}-2\right){\Big ]}.}